# Hoplitis recticauda
Hoplitis recticauda är en biart som först beskrevs av Stanek 1969.  Hoplitis recticauda ingår i släktet gnagbin, och familjen buksamlarbin. Inga underarter finns listade i Catalogue of Life.